# Errol Anthony Stevens
Errol Anthony Stevens (* 9. Mai 1986 in Kingston) ist ein jamaikanischer Fußballspieler.

## Karriere

### Verein
Errol Anthony Stevens stand von 2005 bis 2007 beim Portmore United FC im jamaikanischen Portmore unter Vertrag. Der Verein spielte in der ersten Liga des Landes, der National Premier League. 2005 wechselte er nach Kingston, wo er sich dem Ligakonkurrenten Harbour View FC anschloss. Von August 2009 bis Dezember 2009 wurde er an den russischen Verein FK Chimki ausgeliehen. Mit dem Verein aus Chimki spielte er in der ersten Liga, der Premjer-Liga. Über die jamaikanischen Stationen Tivoli Gardens FC, Portmore United FC und Arnett Gardens FC wechselte er 2012 nach Asien. Hier unterschrieb er in Vietnam einen Vertrag bei Hà Nội ACB. Der Verein aus Hanoi spielte in der höchsten vietnamesischen Liga, der V.League 1. Hier wurde er in der zweiten Mannschaft eingesetzt. 2012 zog es ihn nach Thailand, wo er einen Vertrag beim Zweitligisten Saraburi FC unterschrieb. Ende 2014 wurde er mit dem Verein aus Saraburi Vizemeister der Thai Premier League Division 1 und stieg somit in die erste Liga auf. Nach dem Aufstieg ging er wieder nach Vietnam, wo er von 2015 bis 2018 für Hải Phòng FC unter Vertrag stand. 2016 wurde er mit dem Verein aus Hải Phòng Vizemeister. 2019 wechselte er zum Ligakonkurrenten FC Thanh Hóa nach Thanh Hóa.

### Nationalmannschaft
Errol Anthony Stevens spielte von 2011 bis 2015 fünfmal in der jamaikanischen Nationalmannschaft.

## Erfolge
Saraburi FC
- Thai Premier League Division 1: 2014 (Vizemeister)  ▲

Hải Phòng FC
- V.League 1: 2016 (Vizemeister)